# FEVER*FEVER
『FEVER*FEVER』（フィーバーフィーバー）は、1999年6月23日に発売したPUFFYの3枚目のアルバム。このアルバムはアナログLPも制作され、前作『JET CD』の例に倣い、アルバムタイトルのロゴの下には、CDには「CD」、ミニディスクには「MD」、アナログには「LP」と併記されていた。

## 収録曲

### CD/MD版
1. Stray Cats Fever [5:07]
作詞：井波正人・PUFFY、作曲：井波正人
  - ライフ「ライフカード」CMソング
2. 夢のために [3:09]
作詞・作曲：奥田民生、編曲：笹路正徳
  - サントリー「ビックル」CMソング
3. 日曜日の娘 [3:55]
作詞・作曲：奥田民生、編曲：笹路正徳
  - ヤマハ発動機「Vino」CMソング
4. なんなりとなるでしょう [5:47]
作詞：吉村由美、作曲：井波正人、編曲：笹路正徳
5. きれいな涙が足りないよ [2:50]
作詞・作曲：鈴木祥子、編曲：笹路正徳
6. 太陽 [3:59]
作詞：井上慎二郎・鈴木祥子、作曲：井上慎二郎、編曲：笹路正徳
7. ロボット（Prototype Version0.2） [0:48]
作詞・作曲：PUFFY、編曲：笹路正徳
8. パフィー de ルンバ [3:33]
作詞：PUFFY、作曲：田村依子、編曲：笹路正徳
  - ツーカーホン関西CMソング
9. 恋のライン愛のシェイプ [4:16]
作詞・作曲：鈴木祥子、編曲：笹路正徳
  - ツーカーホン関西CMソング
10. Always Dreamin' About You [3:03]
作詞：Linda Henrick、作曲：奥田民生、編曲：笹路正徳
11. 夏休みプロトタイプ [0:45]
作詞・作曲：PUFFY、編曲：笹路正徳
12. はたらくよ [4:28]
作詞・作曲：坂井紀雄、編曲：笹路正徳
13. パフィー de ボッサ [0:33]
作詞・作曲：PUFFY、編曲：笹路正徳
14. たららん [4:16]
作詞：PUFFY・奥田民生、作曲：Andy Sturmer、編曲：笹路正徳
  - 資生堂「TISS」CMソング
15. 誰がそれを [4:45]
作詞・作曲：奥田民生、編曲：笹路正徳

### アナログ版
SIDE A
1. Stray Cats Fever
  - オープニングの演出が無く、曲のイントロから始まる。
2. パフィー de ルンバ
3. ロボット プロトタイプヴァージョン0.2
4. Always Dreamin' About You

SIDE B
1. 日曜日の娘
2. 夢のために
3. 夏休みプロトタイプ
4. はたらくよ

SIDE C
1. きれいな涙が足りないよ
2. なんなりとなるでしょう
3. パフィー de ボッサ
4. 恋のライン愛のシェイプ

SIDE D
1. たららん
  - エンディングが「誰がそれを」のイントロとクロスフェードしないヴァージョンで収録
2. 太陽
3. 誰がそれを
  - 「たららん」とのクロスフェード部分を処理せずカットインで始まる。

## 演奏
- PUFFY
  - Vocal (#1.2.3.5-9.11-15)
  - Chorus (#2.3.8.9.14)
  - Hand Claps (#3.9)
  - Percussions (#11.13)
- 吉村由美
  - Vocal (#4)
  - Percussions (#7)
  - Keyboards (#11)
- 大貫亜美
  - Vocal (#10)
  - Electric Guitar (#7.11)
  - Acoustic Guitar (#11.13)
- 笹路正徳
  - Keyboards (#1.2.3.5.6.8.9.10.12.15)
  - Hand Claps (#3.9)
  - Bass (#4.5.8.9)
  - Chorus (#9)
  - Percussions (#13)
- 青山純：Drums (#1.6)
- 美久月千晴：Bass (#1.2.3.6.15)
- 土方隆行
  - Electric Guitar (#1.2.3.5.6.9.15)
  - Acoustic Guitar (#4.5.8.10.15)
  - Hand Claps (#9)
- 井波正人：Chorus (#1.6)
- 坂井紀雄：Chorus (#1.6.12)
- 渡嘉敷祐一：Drums (#2.3.5.8.10.12.15)
- 奥田民生：Chorus (#2.4.5.15)
- 横山剛：Programming (#2.6.12)
- 川瀬正人：Percussions (#3.4.5.6.8.10.12.15)
- 高桑英世：Flute (#3.12)
- 数原晋、河東信夫
  - Trumpet (#3.12.15)
  - Flugel Horn (#12)
- 香取良彦：Vibraphone (#3)
- 古田たかし：Drums (#4)
- 鈴木祥子
  - Chorus (#5.9)
  - Drums (#9)
- 十亀正司：Clarinet, Bass Clarinet (#8)
- 金原千恵子ストリングス：Strings (#8)
- 平原まこと：Alto Sax (#9)
- ボブ・ザング：Tenor Sax (#9)
- 中川英二郎：Trombone (#9.12.15)
- 清岡太郎：Bass Trombone (#9.12.15)
- E-Mura Mitsuhiro：Chorus (#9)
- 岡沢章：Bass (#10.12)
- 吉川忠英：Acoustic Guitar (#10)
- 駒沢裕城：Steel Guitar (#10)
- EVE, 牛, 大貫父：Chorus (#10)
- 南雲和晴：Programming (#10)
- 大澤明子：Flute (#12)
- 藤田乙比古、有馬純晴：French Horn (#12)
- Megumi Ishibashi：French Horn (#12)
- 松本治：Trombone (#12)
- 朝川朋之：Harp (#12)
- 篠崎正嗣ストリングス：Strings (#12.15)
- 渡辺大祐：Programming (#13)
- アンディ・スターマー：Produce (#14)
- ジェイク・H・コンセプション：Alto Sax (#15)
- 柳沼寛：Tenor Sax (#15)
- 上里稔：Baritone Sax (#15)